# Gare de Vauxaillon
La gare de Vauxaillon est une gare ferroviaire française de la ligne de La Plaine à Hirson et Anor (frontière), située sur le territoire de la commune de Vauxaillon dans le département de l'Aisne, en région Hauts-de-France.
C'est une halte ferroviaire de la Société nationale des chemins de fer français (SNCF) desservie par des trains TER Hauts-de-France.

## Situation ferroviaire
Établie à 82 m d'altitude, la gare de Vauxaillon est située au point kilométrique (PK) 118,504 de la ligne de La Plaine à Hirson et Anor (frontière), entre les gares ouvertes de Margival et d'Anizy - Pinon.
Elle est équipée de deux quais : le quai « 1 » dispose d'une longueur utile de 132 m pour la voie « 1 » et le quai « 2 » d'une longueur utile de 135 m pour la voie « 2 ».

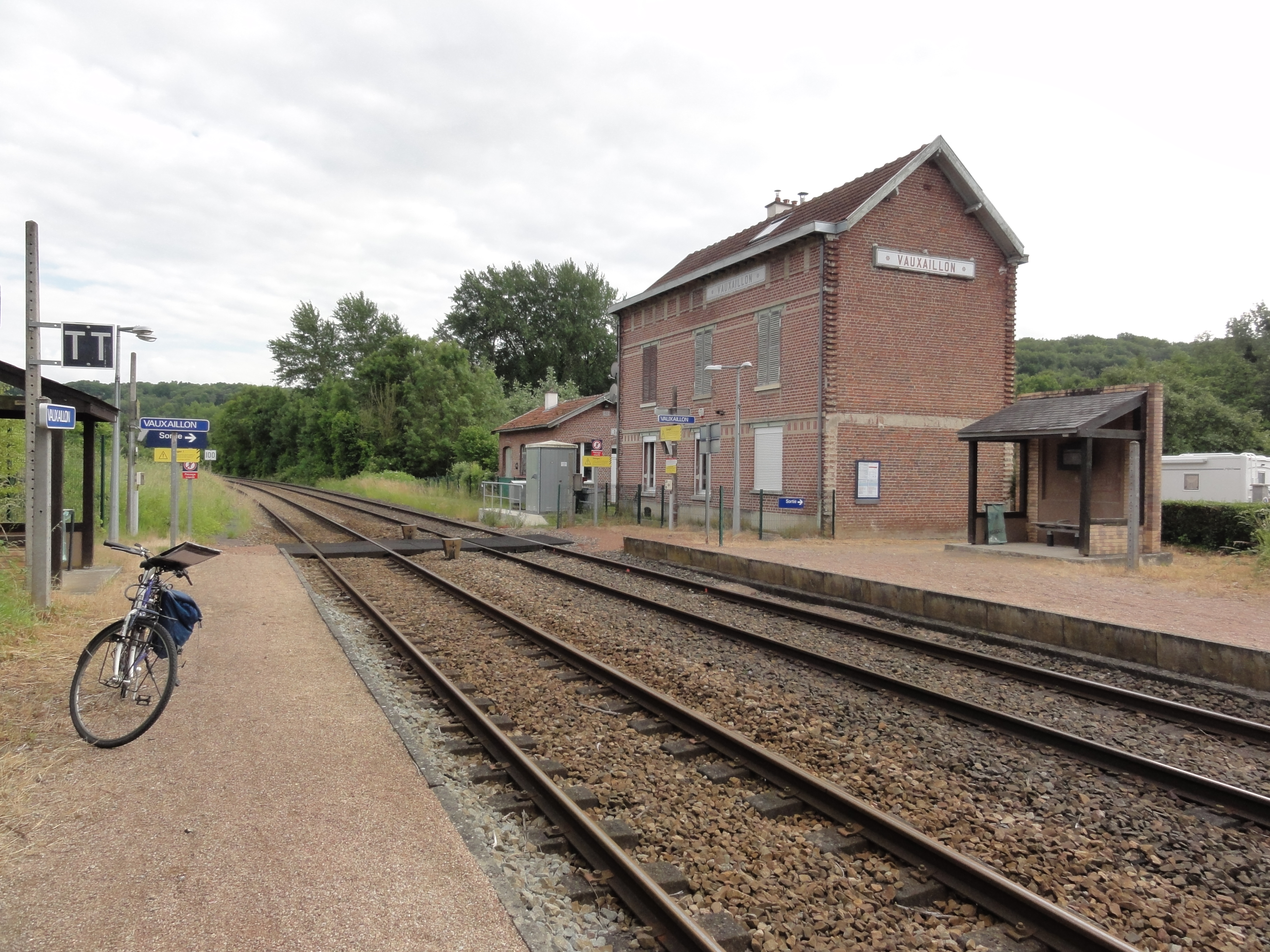
La gare avec ses deux quais et le passage planchéié.

## Fréquentation
De 2015 à 2021, selon les estimations de la SNCF, la fréquentation annuelle de la gare s'élève aux nombres indiqués dans le tableau ci-dessous.
| Année     | 2015  | 2016  | 2017  | 2018  | 2019  | 2020  | 2021  | 2022  | 2023  |
| --------- | ----- | ----- | ----- | ----- | ----- | ----- | ----- | ----- | ----- |
| Voyageurs | 6 385 | 7 258 | 7 307 | 7 794 | 8 201 | 6 952 | 7 189 | 7 747 | 7 639 |

## Service des voyageurs

### Accueil
Halte SNCF, c'est un point d'arrêt non géré (PANG) à accès libre.
Le passage d'un quai à l'autre se fait par le passage planchéié.

### Desserte
Vauxaillon est desservie par des trains TER Hauts-de-France, omnibus, qui effectuent des missions entre les gares de Crépy-en-Valois et de Laon.

### Intermodalité
Le stationnement des véhicules est possible à proximité de l'ancien bâtiment voyageurs.